# اکتان
اکتان(به انگلیسی: Octane) ترکیبی آلی از دسته آلکان ها با هشت اتم کربن و 18 اتم هیدروژن است.